# El Panteón
El Panteón är en ort i Mexiko.   Den ligger i kommunen Villa Victoria och delstaten Mexiko, i den sydöstra delen av landet, 90 km väster om huvudstaden Mexico City. El Panteón ligger 2 662 meter över havet och antalet invånare är 456.
Terrängen runt El Panteón är kuperad åt nordost, men åt sydväst är den platt. Runt El Panteón är det ganska tätbefolkat, med 166 invånare per kvadratkilometer. Närmaste större samhälle är San Agustín Mextepec, 18,1 km nordost om El Panteón. Trakten runt El Panteón består till största delen av jordbruksmark.